# 直線通り
座標: 北緯33度30分33秒 東経36度18分41秒 / 北緯33.50917度 東経36.31139度
直線通り（Via Recta）（الشارع المستقيم）は、ダマスクスの旧市街を東西に走っていた、長さ1570メートル、幅26メートルの大通りである。古代ローマの時代に整備された（#古代）。ダマスクスがムスリムの支配下に入って以後は、通りの上に家屋やスークが進出したが、存続し続けた（#中世）。

## 古代

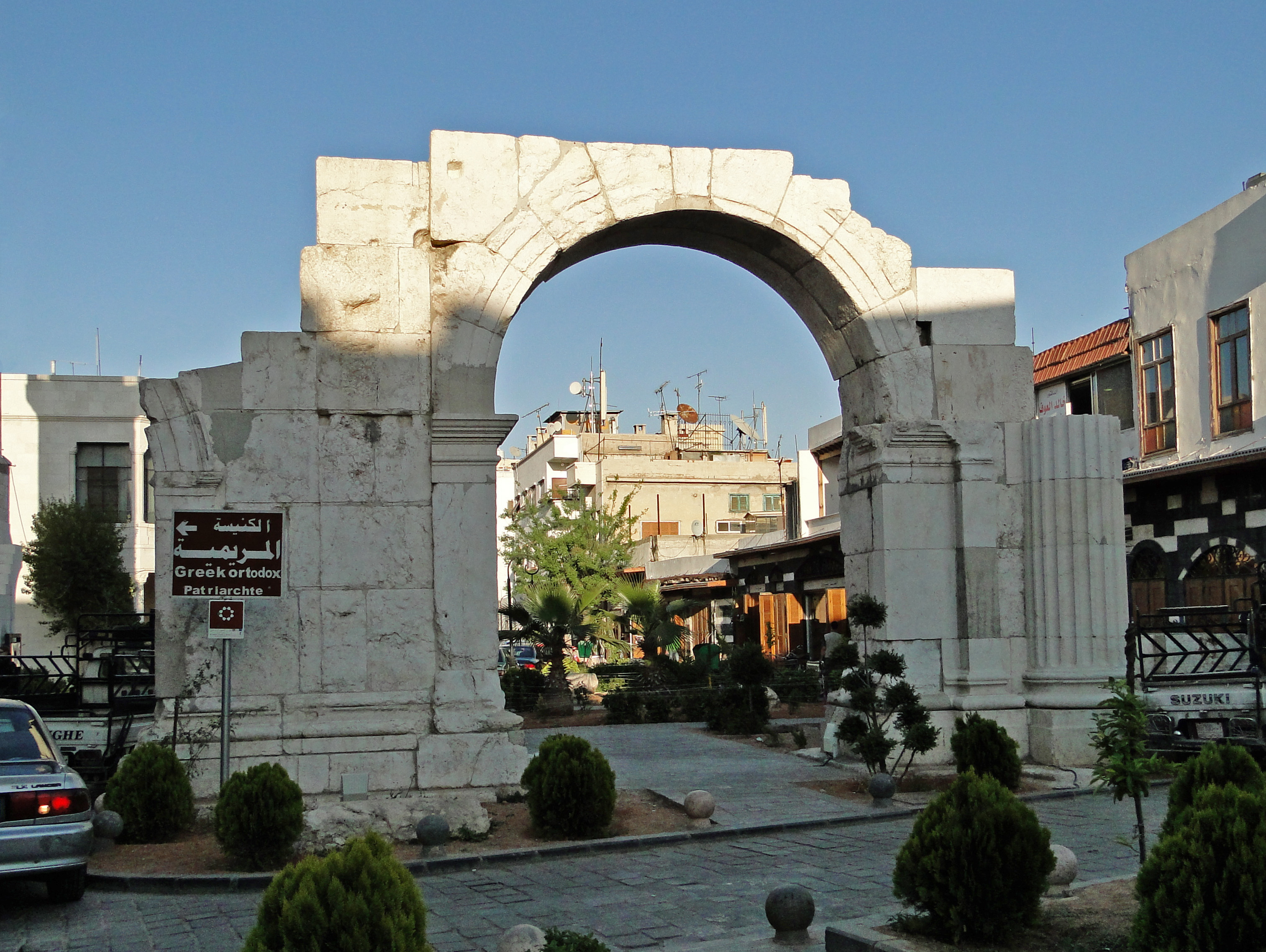
直線通り跡から出土したローマ時代の凱旋門は修復されて再び地上に建てられた。

交通の要衝にあったオアシスから発展した町ダマスクスは、紀元前333年のアレクサンドロス大王のシリア征服以後、ヘレニズム文化圏に入る。ダマスクスには直角に交差する街路により居住区が区分けされた格子状のギリシア人の町が作られた（このほかに既存のアラム人の集落もあった）。
その後、シリアとダマスクスはローマ帝国の支配下に入る。ダマスクスは発展し、紀元2世紀前半のハドリアヌス帝期にはメトロポリスに、3世紀前半のアレクサンデル・セウェルス期にはコロニアに昇格した。ローマ人は直角に交差する街路により居住区を区分けするギリシア文化流の都市計画を受け継いだ。ギリシア-ローマの都市計画において、町を南北に貫き町を東西に分ける大通りをカルドゥス・マクシムス（Cardus Maximus）といい、町を東西に貫き町を南北に分ける大通りをデクマヌス・マクシムス（Decumanus Maximus）という。「直線通り」（Via Recta）は、もともと、ダマスクスのデクマヌス・マクシムスであった。
ダマスクスのデクマヌス・マクシムスは東西にまっすぐ、長さ1570メートルにわたって伸び、街の東門と西門を繋いだ。駄獣や戦車が往来できるように26メートルの幅が取られて、街を南北に分割していた。南北の街区へ入っていく小道が一定の間隔で設けられており、街区は小道により100メートル×45メートルの一定の大きさを持つものにされていた。
ダマスクスのデクマヌス・マクシムスとカルドゥス・マクシムスは、その交差点にアラム人の集落が来るように計画されたようである。また、交差点があった場所からは、1947年に凱旋門が出土した。

## サウロの回心の舞台

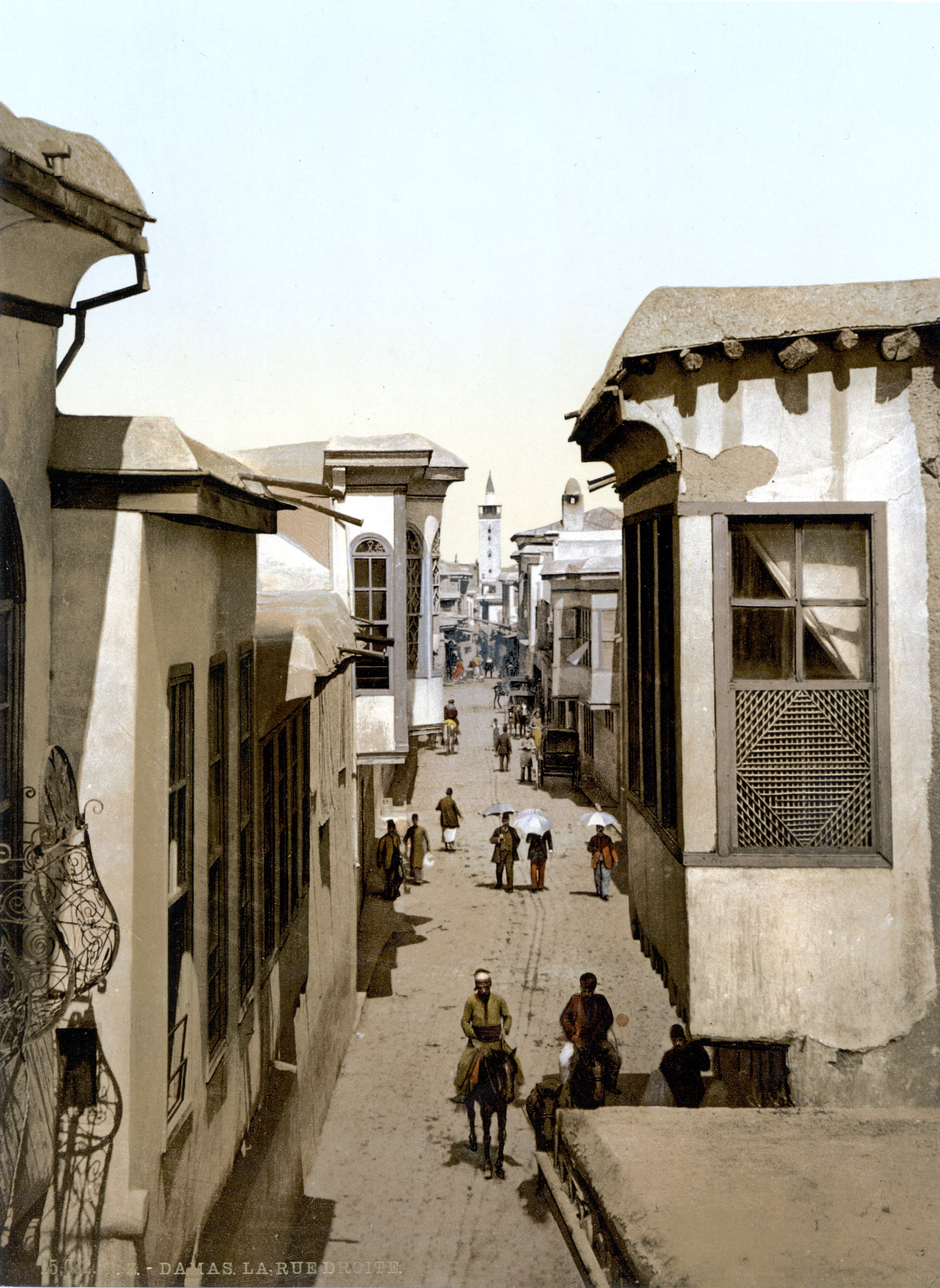
西暦1900年頃に撮影されたダマスクスの「直線通り」

「直線通り」は、新約聖書の『使徒言行録』（使徒行伝）9章11節にも登場する。七十人訳ギリシア語聖書では "τήν ῥύμην τήν καλουμένην εὐθείαν" と書かれる。ジェイムズ王欽定訳聖書は "the street which is called Straight" と訳した。英語ではそのほかに、"Street Called Straight"、あるいは、"Damascus Straight Street" などと呼ばれる。日本語の文語訳聖書は「直（すぐ）といふ街（ちまた）」と訳し、新共同訳聖書は「『直線通り』と呼ばれる通り」と訳している。
『使徒言行録』は、ユダヤ人以外の民族にキリスト教を宣教したタルソスのサウロ（パウロ）が、直線通りに面したユダという人の家でキリスト教に改宗したとしている（サウロの回心）。このときサウロに洗礼を施したダマスクスのキリスト教徒、アナニヤの家とされる場所が、直線通りの東端、旧市街の東門（al-Bāb al-Sharqī）の近くにある。

## 中世
ダマスクスがムスリムの支配下に入って以後は、通りの上に家屋やスークが進出した。オスマン帝国期以後、直線通りの西半分はミドハト・パシャ・スーク（あるいはミドハト・パシャ通り）、東半分はバーブ・シャルキー通り（あるいは東門通り）と呼ばれるようになっている。